# Martin Allwood
Martin Samuel Allwood, född 13 april 1916 i Jönköping, död 16 januari 1999 i Mullsjö, var en svensk språkpedagog, författare, sociolog, professor, översättare och samhällsdebattör. Han är far till professorerna Jens Allwood och Carl Martin Allwood och konstnären och författaren Kristin Allwood.

## Biografi
Martin Allwood kom från en internationell bakgrund, något som i hög grad kom att prägla hans liv. Han föddes i Jönköping som enda barn till den engelske skolmannen Charles Allwood – Skolöverstyrelsens konsulent i engelska och radioundervisningspionjär vid då nystartade AB Radiotjänst – och den finlandssvenska friherrinnan Aina, född Åkerhielm. 

### Akademisk och internationell verksamhet
Efter studentexamen i Jönköping 1935 studerade han 1935–39 vid Cambridge university med en dubbel Bachelor of Arts i psykologi – experimentell psykologi och socialpsykologi – och brittisk litteraturvetenskap. Bland lärarna fanns bland andra T.S. Eliot och I.A. Richards. Det var ett av Richards grepp med dennes "New criticism", från boken Practical Criticism, som Allwood tog upp och introducerade i sin första bok Läsare bedömer litteratur (1942), det första försöket till litteratursociologisk metod i Sverige.
1939–40 gjorde han en årslång studieresa till Indien, något som gjorde starkt intryck och fick honom att senare bland annat översätta och introducera ett flertal indiska poeter i Sverige. Han träffade bland andra Jawaharlal Nehru och Rabindranath Tagore, vilket ledde honom till att under en termin 1939 få möjligheten att undervisa vid Tagores berömda, holistiskt nytänkande högskola utanför Calcutta, Visva-Bharati. Bland Allwoods översättningar ingår också dikter av Tagore, däribland Bangladeshs nationalsång. Han skrev även boken Indien 1942.
1942–1945 verkade han som lärare i engelska vid Göteborgs högskola och var där dessutom aktiv i samhällsdebatten om den akademiska undervisningen som redaktör för de pedagogiskt förnyande antologierna Levande språkundervisning (1942) och Universiteten i en ny värld (1944), samt lyrikantologin Det unga Göteborg 1944 (1944). Tillsammans med Keith Laycock gav han ut An English Anthology (1942). Allwood var, i samarbete med Inga-Britt Ranemark och även paret Gunnar och Alva Myrdal, den förste i Sverige att göra en sociologisk-antropologisk undersökning om ett helt samhälle med boken Medelby (1943).
Efter andra världskriget studerade han vidare vid Columbia University (Master of Arts 1949) samt vid Technische Universität Darmstadt i Tyskland, där han 1953 disputerade på sociologiska doktorsavhandling om arbetarebefolkningens fritid i den bombade tyska staden Darmstadt.
Under många år sedan det sena 1940-talet verkade han som professor i sociologi och litteratur vid några universitet i USA, tills han 1967 drabbades av cancer och återvände till Sverige. Med egna metoder försökte han tillfriskna, vilket beskrivs i boken Jag bar döden i min kropp (1976) - en allvarlig kritik mot sjukvårdssystemets brister, som väckte uppmärksamhet och översattes till 13 språk.

### Författarskap
Martin Allwood var en oerhört produktiv och mångsidig författare och översättare på såväl svenska som engelska och många av hans verk har översatts till ett flertal andra språk. Medan sociologiska och språkpedagogiska skrifter dominerade det första halvseklet av verksamheten, tog skönlitteraturen överhanden de senare årtiondena. Han debuterade som poet med diktsamlingen Katedralernas kyrkogård (1945), som följts av fler, samt noveller, romaner, dramer, essäer och debattböcker, etc. Bland hans verk märks flera antologier över nyare engelsk och nordisk poesi såsom Modern Scandinavian Poetry 1900-1980, som utkom 1982 och är fortfarande ett standardverk i USA. En del av hans omfattande lyriska produktion finns i Valda svenska dikter i två delar, publicerade 1982-1987. Från senare år återfinns till exempel diktsamlingen Livets träd (1992) med teman omkring sex, kärlek och personlighet i det samtida medvetandet. De sista åren arbetade han på sin självbiografi med första delen (för åren 1916-60), Mot Cotopaxis snö utgiven 1998.
En större presentation av Allwoods författarskap ingår i Helmer Långs bok Fyra svenska europeer (1976).
Allwood var en av grundarna till Sveriges invandrarförfattares förbund 1974.

## Marston Hill – Anglo-American Center
År 1924 grundade Martin Allwoods föräldrar ett undervisningscentrum i engelska språket, på sin egendom Marston Hill i Mullsjö och här växte såväl Martin Allwood som hans barn delvis upp. Efterhand utvecklades verksamheten alltmer i en vidgad internationell och akademisk riktning och småningom skapades ett Anglo-American Center med språkpedagoger, sociologer och andra akademiker från en rad länder. Fram till 1991 bedrevs sommarskola i engelska för svenska ungdomar enligt den så kallade "direktmetoden", som Martin Allwood importerat till Sverige. Skolan innefattade studier i engelskspråkig litteratur och kultur, sporter som cricket, baseball och rugby, debattprogram, konst och en teaterverksamhet, där blivande kulturpersonligheter som författaren Lars Forssell inledde sin teaterbana. Dessutom anordnades andra seminarier inom bland annat sociologi, psykologi och pedagogik. 
Under större delen av sitt liv var Martin Allwood (med familj) verksam här som pedagog och verksamhetsledare och här var han under många år också bosatt. Med sitt intresse för sociologi engagerade han sig i de internationella frågorna under kalla krigets dagar. Under 1950-talet anordnade han varje sommar en Europa-vecka i Mullsjö. I slutet av 1950-talet och under en del av 1960-talet arrangerade han studieprogrammet "Three ways of life", där amerikanska studenter fick tillfälle att bekanta sig med både Sverige och Sovjetunionen genom studiebesök och kontakter med myndigheter och företag i respektive land.